# Malatesta IV Baglioni
Pour les articles homonymes, voir Malatesta et Baglioni.
Malatesta Baglioni le Jeune (né en 1491 à Pérouse et mort le 24 décembre 1531 à Bettona), comte de Bettona et seigneur de Pérouse, est un condottiere italien de la Renaissance, membre de la famille noble des Baglioni.

## Biographie
Fils de Gian Paolo Baglioni, seigneur de Pérouse, et d'Ippolita Conti, Malatesta est associé dès son plus jeune âge aux affaires de son père, et à 15 ans est déjà comte de Bettona. Il se met ensuite au service de la république de Venise en tenant les places de Lodi et Crémone. En 1526, Malatesta Baglione amène 8 000 hommes au roi de France. En 1527, ayant éliminé son frère puis son oncle, il s'assure la seigneurie de Pérouse.
Au cours de la guerre de la Ligue de Cognac, alors qu'il est au service de la République florentine, Malatesta abandonne sans combattre la place de Pérouse au prince d'Orange Philibert de Chalon, général de l'armée du Saint-Empire en Italie, feignant d'aller porter secours à la ville de Florence : en réalité, un accord secret conclu avec le pape Clément VII et les Impériaux garantissait à Malatesta la restitution de son fief à l'issue de sa mission auprès des Florentins. En juillet 1530, Malatesta dépêche un de ses hommes, Cencio Guercio, pour soudoyer un autre condottiere au service des Florentins, Pirro Colonna.
Sa trahison parut au grand jour le 3 août 1530, au cours de la bataille de Gavinana, lorsque les régiments florentins commandés par Francesco Ferrucci sont pris à revers en partie grâce aux informations communiquées par Malatesta. L'exclamation de Ferrucci : « Ahi traditor Malatesta! » est depuis devenue proverbiale en Italie. Baglioni ayant tenu la promesse faite au pape de trahir Florence, il reçoit l'autorisation de rentrer à Pérouse le 20 septembre suivant.
Atteint du « mal honteux que l'on sait », Malatesta IV Baglioni meurt à Bettona l'année suivante. Il  est inhumé dans la basilique de San Domenico de Pérouse.